# Flughafen Addis Abeba

i7
i11
i13
Der Bole International Airport (früher Haile Selassie I. International Airport, amharisch አዲስ አበባ ቦሌ ዓለም አቀፍ አየር ማረፊያ, IATA-Code: ADD, ICAO-Code: HAAB)  ist der internationale Verkehrsflughafen der äthiopischen Hauptstadt Addis Abeba. Er dient als Drehkreuz und Heimatflughafen der Ethiopian Airlines.

## Geschichte
Der Flughafen wurde 1961 im Südosten der Stadt, nahe dem Stadtteil Bole angelegt.
2003 wurde ein neues Terminal für internationale Flüge und eine neue, 3800 m lange Start- und Landebahn eingeweiht. Das neue Terminal ist eines der größten in Afrika und erhöhte die Kapazität des Flughafens von 500.000 auf etwa 7 Millionen Fluggäste im Jahr.

## Ausstattung

### Abfertigungsgebäude
Der Bole International Airport verfügt über zwei Passagierterminals. Terminal 1 besitzt vier Flugsteige und wird für nationale und regionale Flüge genutzt, Terminal 2 mit sieben Flugsteigen dient internationalen Langstreckenflügen.

### Start- und Landebahnen
Der Flughafen verfügt über zwei Start- und Landebahnen mit 3700 beziehungsweise 3800 Metern Länge, die mit ILS ausgestattet sind. Die Start- und Landebahn 07L/25R wird hauptsächlich als Rollweg genutzt.

## Fluggesellschaften und Ziele
Addis Abeba dient als Drehkreuz der nationalen Fluggesellschaft Ethiopian Airlines, die von hier aus zahlreiche regionale und internationale Ziele anfliegt, darunter beispielsweise Daressalam, London, Peking, die Seychellen und Washington, D.C. Zusätzlich fliegen auch weitere Gesellschaften den Flughafen vorrangig aus Afrika, dem Nahen Osten und Europa an. Ziele im deutschsprachigen Raum sind derzeit Frankfurt, das neben Ethiopian Airlines auch von Lufthansa regelmäßig mit Addis Abeba verbunden wird, sowie Wien (Ethiopian Airlines).

## Zwischenfälle
- Am 2. Oktober 1964 kam eine Lockheed L-749A-79 Constellation der luxemburgischen Interocean Airways (Luftfahrzeugkennzeichen LX-IOK) bei einem versuchten Durchstarten auf dem Flughafen Addis Abeba von der Landebahn ab. Da die Triebwerksleistung über die mögliche Vollgasstellung hinaus erhöht worden war, kam es zu mehrfachem Triebwerksausfall. Die Maschine geriet in weichen Boden, in den sich der Bug hineingrub. Das Frachtflugzeug war mit einer Ladung Zigaretten aus Dublin (Irland) gekommen und wurde irreparabel beschädigt. Ein Besatzungsmitglied kam ums Leben, die anderen fünf überlebten den Unfall.[3][4]

- Am 14. Januar 1970 machten die Piloten einer De Havilland DH.106 Comet 4C der ägyptischen United Arab Airlines (heute Egypt Air) (SU-ANI) auf dem Flughafen Addis Abeba eine Bruchlandung. Sie waren trotz niedriger Wolken unter die Entscheidungshöhe geflogen, flogen in niedrigster Höhe von unter 50 Metern noch Kurven und setzten die Maschine erst nach der halben Landebahnlänge auf. Dabei stürzte die Comet ab und wurde zerstört. Dennoch überlebten alle 14 Insassen, neun Besatzungsmitglieder und 5 Passagiere, den Unfall.[5]

- Am 18. April 1972 platzte ein Reifen einer startenden Vickers VC10 der East African Airways (5X-UVA) auf dem Flughafen Addis Abeba, nachdem er über ein auf der Startbahn liegendes Stahlteil gerollt war. Das Teil gehörte zu einer fünf Stunden vorher gestarteten Cessna 185. Aufgrund eines fehlerhaft reparierten Bremssystems kam die Maschine nach dem sofort eingeleiteten Startabbruch nicht rechtzeitig zum Stehen und schoss über die Startbahn hinaus. Von den  107 Insassen kamen 43 bei dem Unfall ums Leben.[6][7]

- Am 8. Dezember 1972 versuchten kurz nach dem Start einer Boeing 720-060B der Ethiopian Airlines (Luftfahrzeugkennzeichen unbekannt) vom Flughafen Addis Abeba sieben Entführer aus Eritrea, die Maschine unter ihre Gewalt zu bringen. Es kam zu einem Schusswechsel mit den sechs anwesenden Flugsicherheitsbegleitern an Bord der Maschine, woraufhin einer der Entführer eine Handgranate in die Passagierkabine warf, die in 29.000 Fuß (8839 Meter) Höhe explodierte. Die schwer beschädigte Maschine konnte sicher nach Addis Abeba zurückgeflogen werden, außer den sieben durch den Schusswechsel getöteten Entführern gab es keine Toten an Bord (siehe auch Ethiopian-Airlines-Flug 708).

- Am 10. März 2019 stürzte eine Boeing 737 MAX 8 auf dem Ethiopian-Airlines-Flug 302 kurz nach dem Start mit 149 Passagieren und 8 Besatzungsmitgliedern auf dem Weg zum Flughafen Jomo Kenyatta International nach Nairobi bei Bishoftu ab. Alle Insassen kamen dabei ums Leben.